# 電力評議会
電力評議会 (Electricity Council) は、イングランドとウェールズの電力供給産業を監督するために1957年に設置された政府機関である。理事会の管掌事務は、以下のようなものであった。
- イングランドとウェールズの電力供給業界関連事項について、エネルギー大臣に助言する
- 効率性向上のために、イングランドとウェールズにおける電力委員会を支援する
- イングランドとウェールズにおける電力供給業界の財務について助言する
- 諸研究を体系化する
- 業界全体の労使関係の機構を維持する

評議会は、2001年電力評議会（解散）令 (Electricity Council (Dissolution) Order 2001) によって正式に活動を終え、電力協会 (Electricity Association) に置き換わった。